# Prostitute
"Prostitute" é uma canção da banda americana de hard rock Guns N' Roses. É a décima-quarta faixa do álbum Chinese Democracy.
A música começa com um dedilhado de guitarra; o vocalista Axl Rose canta a música de maneira semelhante a um diálogo, mas as partes do refrão são pesadas, destacando o "poder vocal" do cantor. O fim da canção traz uma bateria eletrônica; o som vai diminuindo e dá lugar a uma orquestra de violinos que encerra o álbum "eternamente adiado".